# 通州事件

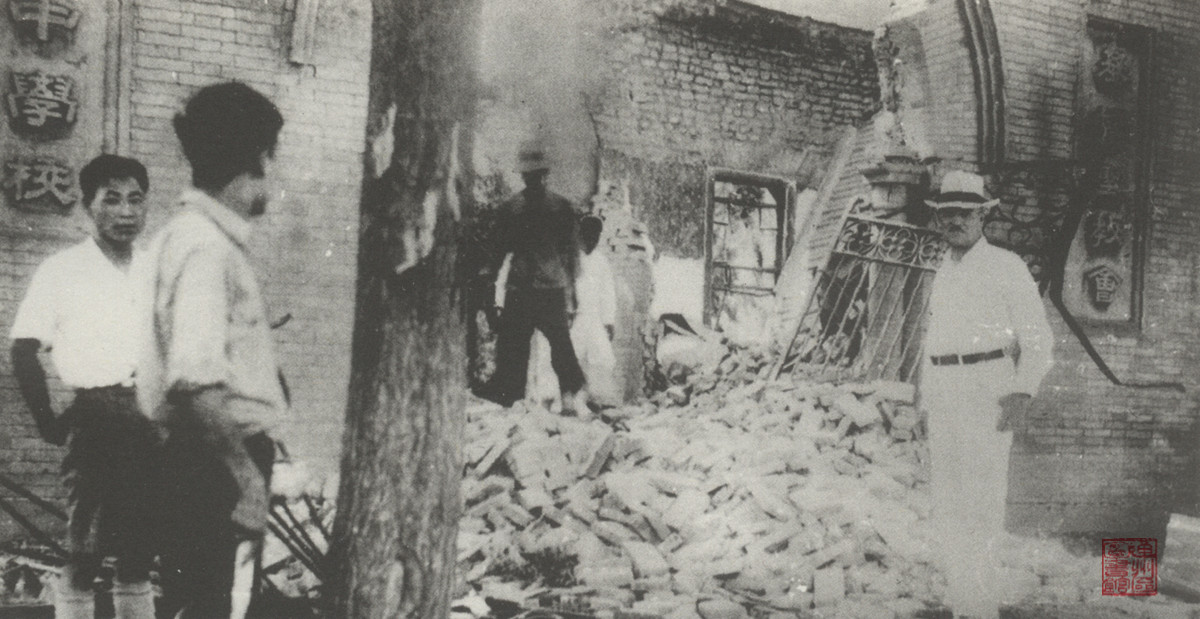
通州事件过后，日军将潞河中学校门炸毁。

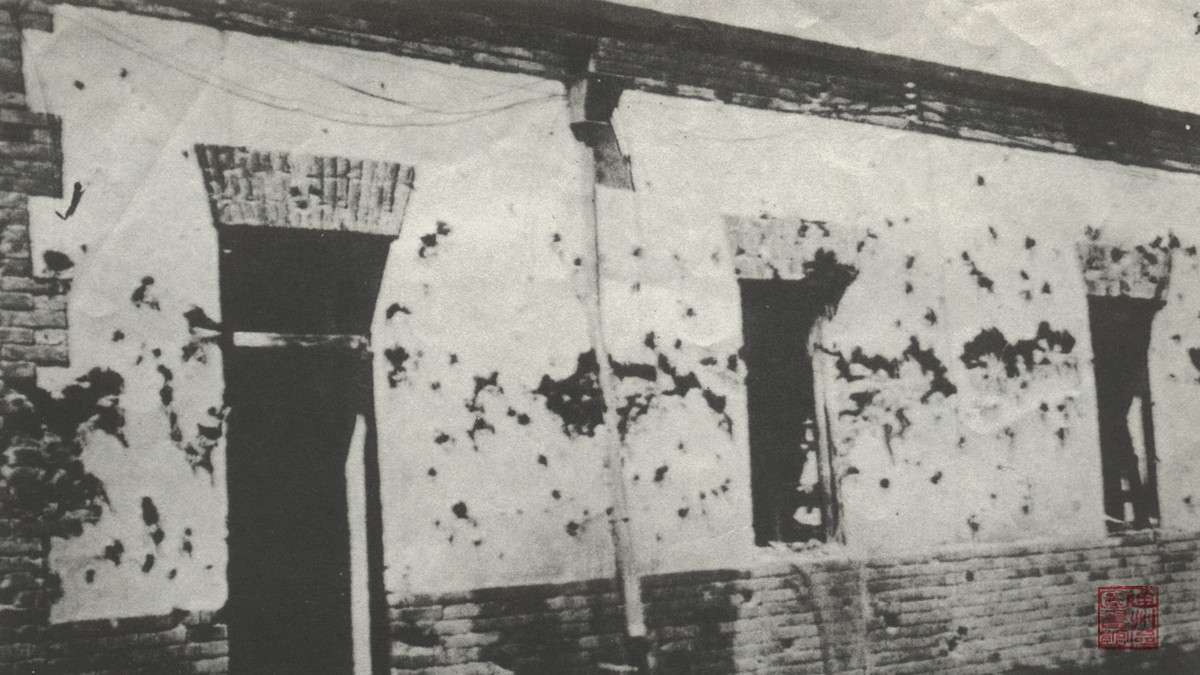
1937年7月28日，通州事件在中倉倉墻遺址留下的彈痕。

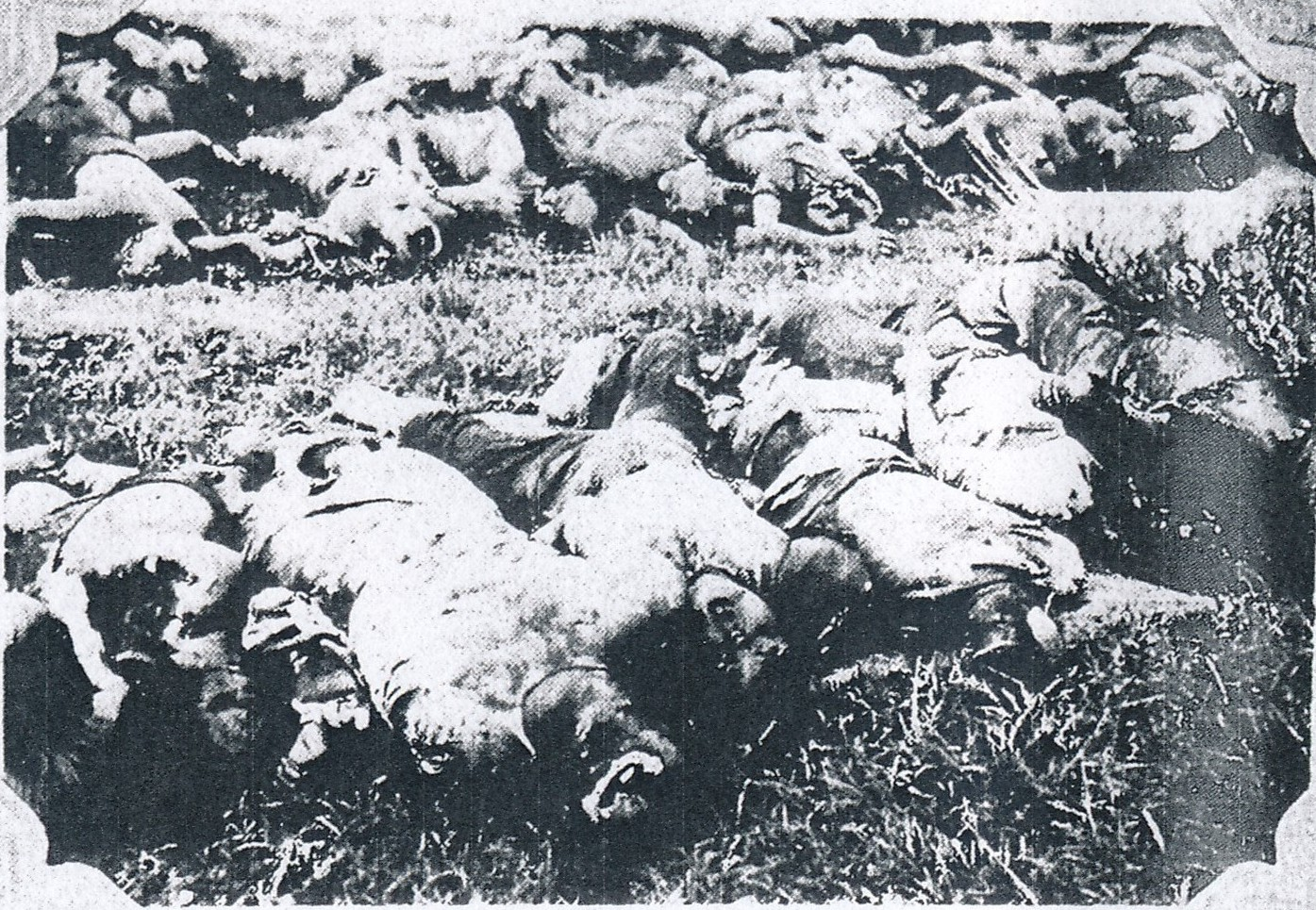
被殺日本人的尸体。

通州事件，是由冀東防共自治政府下属通州保安隊的中國保安队员遭到日军轰炸惩罚后，于1937年7月29日发動的武裝暴動以及攻擊冀東防共自治政府和居住在通州城内日本侨民、官兵、浪人的事件。
1937年，中日战争爆發后，日本与驻扎在华北的中国军队发生了交火。7月29日，驻守在通州（今北京市通州区）的通州保安队不堪日军驱使，并且受到日军轰炸惩罚，决心易帜，对通州当时的日本居留当地的日本军队和侨民进行袭击。然而，通州保安队的進攻当时没有得到宋哲元麾下、駐紮华北的二十九军支援，最終無法產生足夠戰略影響。
日方稱「通州保安隊對居留當地的约420名日本僑民進行襲擊，百餘名日本僑民（据称多數是老弱婦孺）被搶劫、強姦、凌辱和殺戮」。在远东国际军事法庭上，日方證言稱「通州保安隊的中國士兵殺死約235個日本僑民和日韓浪人」。
蒋中正二战后出版的《蒋总统秘录》称「被杀者全是军人，是日本夸大了事件。」
据中华人民共和国方面资料称「7月30日，围攻丰台南苑的日本军杀回，在西仓殺戮通州百姓700余人；1980年代在工厂施工中，发现以8号铁丝穿入每10人锁骨进行活埋的遗迹」。

## 背景

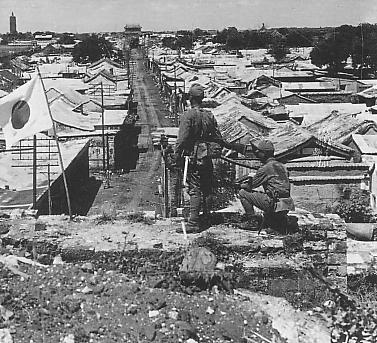
日军站立在通州城墙上

自1900年代，開始有日本僑民移居中國生活，為屠殺提供了契機。
1937年卢沟桥事变爆发后，华北中国军队和日军发生全面交火。日军于7月7日于北平附近发动卢沟桥事件之后，为了鼓舞士气，反击日军。南京电台开始宣传“卢沟桥上29军大败日军，中国军队已经陆续收复丰台廊坊等地。国民政府将会继续向华北派遣军队，将日本军队逐出华北。”听信南京电台的原冀东防共政府士兵决定起义反抗日本的野蛮统治。并羁押投敌的冀东防共政府长官殷汝耕。
1937年7月27日，在北平附近，驻守通州（今北京通州区）的冀東保安队因國民政府官方電臺對外宣傳“盧溝橋二十九军大敗日軍，中國軍隊已經陸續奪回豐台和廊坊，中央政府將陸續向華北派遣野戰軍，殲滅日軍指日可待”而军心动摇。國民政府最後還宣稱“軍事會議決定，蔣委員長命令附近的二十九军大舉進攻冀東，血洗偽都通州，並血祭漢奸殷汝耕的決議”的決定。日军向驻通州附近的国民革命军第二十九军發出通牒並進行轟炸。駐紮在通州旧城南门外的通州保安队未执行日军的部署，按兵不动。日军轟炸機“誤炸”了靠近寶通寺軍營的冀東保安隊幹部訓練所，導致數名保安隊員死亡。
張慶餘等保安队领导人則早在1935年12月就與29軍長宋哲元見面，預謀起兵投诚，不再接受日军和亲日的冀東防共自治政府的领导，而投奔当时驻扎在附近的国军。中共北方局書記劉少奇也對通州保安隊的起義採取肯定態度。

## 经过
1937年7月29日凌晨4时，通州保安队对该地的日军守备队和特务机关发动攻击。當時，通州的日本留守部隊為藤尾小隊的40人，山田自動車中隊的50人，連憲兵、兵站（從事補給）、兵器部等其他部門在內一共110人的薄弱兵力。起义军第二路起义部队从东、南、西北方向向日军位于西仓的阵地推进，保安隊趁著夜色襲擊了長官公署並俘虜了殷汝耕（后来在保安队撤退时逃跑），主力則攻擊日本軍守備隊。双方激战6小时以上，保安队牺牲200多人后仍然未攻克。后来日军军营内的汽车、汽油被击中起火爆炸。当时，日军为了进攻华北而从通州调走了绝大多数兵力，留守后方的通州兵力薄弱。张庆馀、张研田率领的两支保安部队看淮时机，开始对日本后方空虚的通州进行袭击。并成功俘虏了长官殷汝耕。守備隊冒著敵方的密集火力，死傷不斷增加的情況下開始撤退，日本僑民的住處和特務機關最後也挺不住。通州日本特務機關遭到了相當於一個中隊的保安隊的襲擊，終於全員陣亡，特務機關被全部消滅。日方称大量的日本僑民（多數是老弱婦孺）被搶劫、強姦、凌辱和殺戮。至於此事件的責任者以及日本僑民是否為「平民」仍存在爭議。。
30日，驻丰台南苑的日本军杀入，在西仓杀害通州百姓700余人；1980年代在工厂施工中，发现以8号铁丝用铅丝穿入每10人锁骨进行活埋的遗迹。

## 各方观点

### 中方
蒋中正二战后出版的《蒋总统秘录》回忆过这一事件，但称日本人死亡104、朝鲜人死亡108，并认为被杀者全是军人，是日本夸大了事件。

### 日本

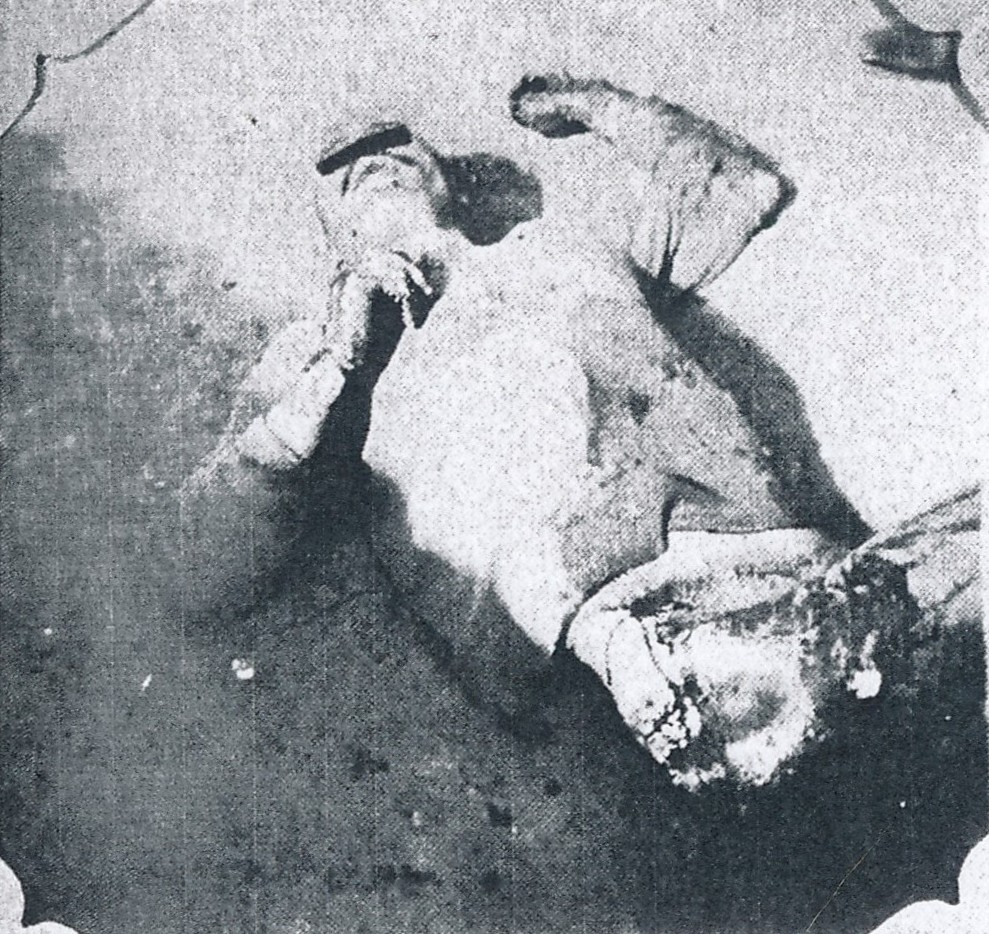
被殺的日本人

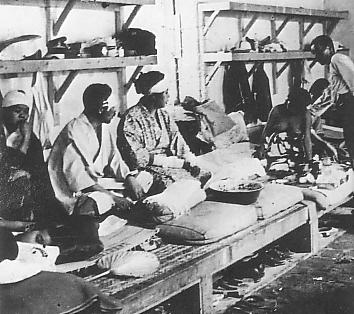
通州事件的日本幸存者

在遠東國際軍事法庭的審訊中，一些日方證人被傳喚，就通州事件所見所聞作證。
|          | 城內慘不忍睹，所到之處，儘是日本僑民的屍體，幾乎所有屍體的脖子都被綁上繩子。屍體中有不知人間世故的兒童和婦女慘遭殺害。...由於這一事件至今尚沒有記錄，因此，我只能根據記憶陳述我所目擊的事情。不過，這一事件實在太殘酷了！我一輩子也忘不了這深印腦海中的慘狀。...下面是我在一家叫「旭軒」的餐廳發現的。我看到七、八名被強姦的婦女，這些婦女的年齡從四十歲到十七、八歲的都有，有的全身赤裸、陰部外露遭到射殺。其中有四、五名婦女的陰戶還被插入刺刀。...屋內的傢俱、棉被、衣物等全被搜括殆盡。其它日本人的房屋狀態幾乎都如此。...錦水樓這家旅館也慘狀萬分。該處是通州日本人避險的聚集地，竟然遭到大肆屠殺。（略）據說錦水樓的老闆娘和女服務生等，就像串珠似地被串在一起，手腳被綁，遭受姦淫之後被斬首。 |
| ——萱嵨高 | |

|          | 一到錦水樓的門口，我看到面目全非的慘狀，十分吃驚，同時，屍體散發出來的惡臭令人作嘔。...接著，我進入帳房、廚房。裡面橫躺著一男二女，有的趴倒，有的仰躺，我不知道女屍是否遭到強姦，不過，有明顯打鬥的痕跡，一個男屍的眼睛被挖掉了，上半身的傷痕猶如蜂巢。...我來到一年前去過的咖啡館，開門一看，店內一片零亂，心想沒什麼大礙，往前走時，發現箱子裡面有一具全裸的女屍。她是被繩子勒死的。咖啡館的後面有日本人的住家，父子二人同樣遭受殺害。孩子的手指被整整砍斷了……南城門附近有一家日本人開設的商店，有個類似老闆的人被拉出去處死，屍體被丟在路邊。肋骨暴露，內臟破流。 |
| ——桂鎮雄 | |

|            | 一出守備隊駐守的東門』間隔不遠的距離就可以看見一些男女僑民慘死的屍體，我們真是悲憤到了極點。由於沒有發現敵兵，直到半夜，我們都在找尋倖存者的下落。我們一邊連喚：「有日本人在嗎？」一邊挨家挨戶調查。鼻子像牛般被穿上鐵絲的兒童、被砍斷手臂的老嫗、腹部被插上刺刀的孕婦等，陸續從滿是塵埃的箱櫃裡、壕溝內、牆角暗處爬了出來。...在一家餐廳內，我目擊了一家人悉數被砍斷頭顱與雙手的慘狀。這裡所說的婦女，就是指十四、五歲以上的女子，全遭強姦，令人不忍卒睹。...我來到一家叫「旭軒」的餐廳，看見七、八名全身赤裸、被強姦（刺死）的女性，有的陰部硬被塞入掃帚、有的嘴裡硬被塞入沙土，有的腹部被直劃劈開，使人怵目驚心。...還有目擊者指出，東門邊的朝鮮人商店附近有一個池塘，池內有一家六口顯然是繩索套頭、雙手被綁，而且被穿上八號鐵絲，屍體彈痕纍纍，池水全被血染紅了。 |
| ——櫻井文雄 | |

## 结果及影响

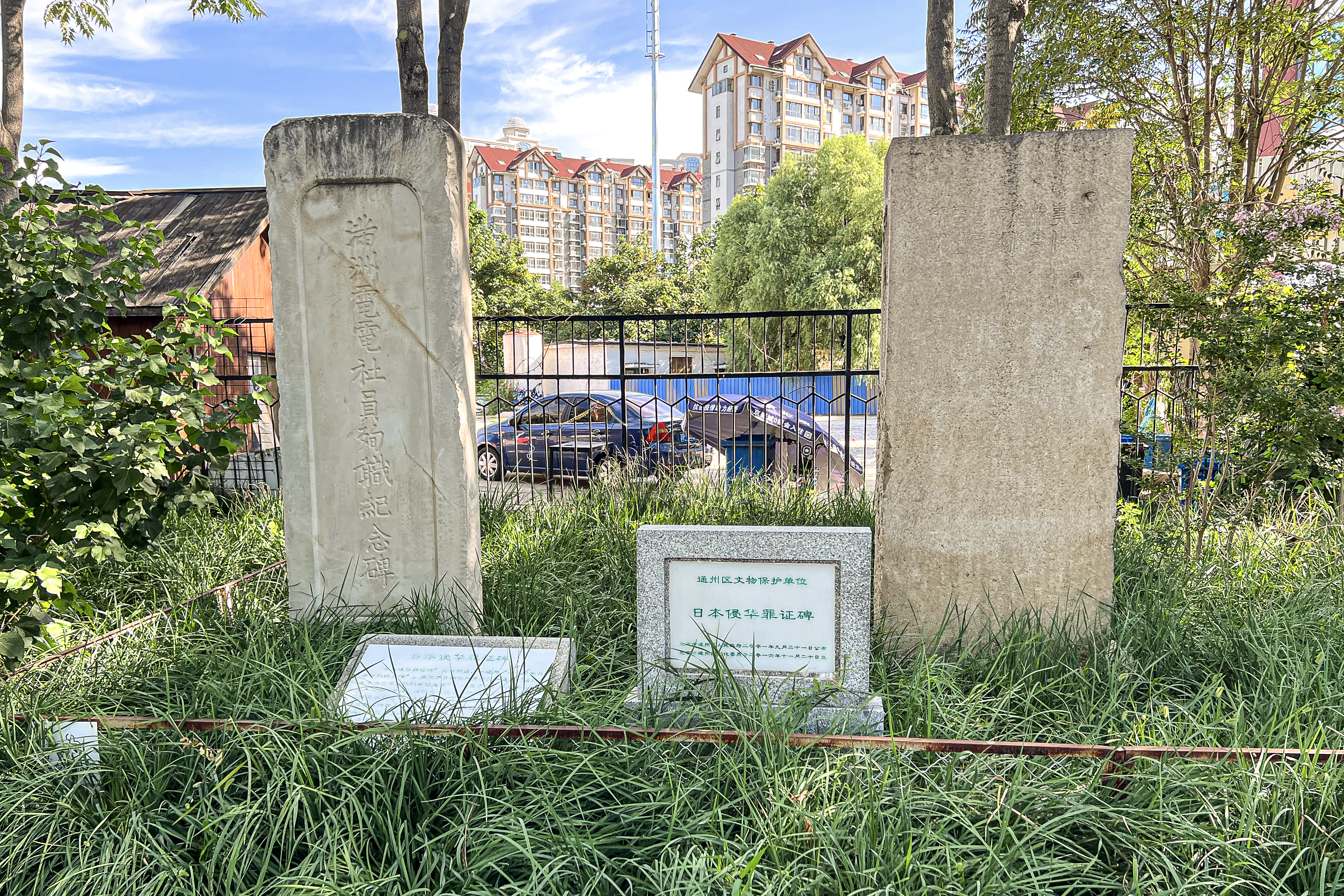
位于京津公路土桥段的“满洲电电社员殉职纪念碑”和“通州事件棉花关系殉职者慰灵碑”

這次的攻擊導致“冀东防共自治政府”威信受創。但是由于通州保安队没有得到华北的29军宋哲元部的配合，因此沒有能夠改變華北戰局。
通州事件之後，冀东政府和日本政府雙方一起驗屍，冀东防共自治政府最後向日方賠償了約120万日元。
京津公路土桥段北侧现存两块与通州事件有关的石碑，分别为“满洲电电社员殉职纪念碑”和“通州事件棉花关系殉职者慰灵碑”，这两块石碑现为通州区文物保护单位。